# Championnat de Bulgarie de football 2021-2022
Navigation
Édition précédente Édition suivante
La saison 2021-2022 du Championnat de Bulgarie de football est la 98e édition du championnat de première division en Bulgarie. Les quatorze meilleurs clubs du pays se retrouvent au sein d'une poule unique suivie d'une phase de barrages.
Le Ludogorets Razgrad est le tenant du titre.
Comme le championnat de la prochaine saison passera à seize équipes, il n'y aura qu'une relégation directe en fin de saison, le 13e dispute les barrages de maintien/relégation contre le 4e de la deuxième division, les trois premiers de la deuxième division obtiennent une place pour la première division 2022-2023.

## Participants
Légende des couleurs
- Premier tour de qualification de la Ligue des champions 2021-2022
- Deuxième tour de qualification de la Ligue Europa Conférence 2021-2022
- Promu de deuxième division

| Club               | Présent depuis | Classement 2020-2021 | Stade                        | Capacité théorique |
| ------------------ | -------------- | -------------------- | ---------------------------- | ------------------ |
| Ludogorets Razgrad | 2012           | 1er                  | Ludogorets Arena             | 8 808              |
| Lokomotiv Plovdiv  | 2002           | 2e                   | Stade Lokomotiv              | 13 000             |
| CSKA Sofia         | 2016           | 3e                   | Stade de l'armée bulgare     | 18 495             |
| Arda Kardjali      | 2019           | 4e                   | Arena Arda                   | 15 000             |
| FK CSKA 1948 Sofia | 2020           | 5e                   | Stade national Vassil-Levski | 43 230             |
| Beroe Stara Zagora | 2009           | 6e                   | Stade Beroe                  | 12 128             |
| Tcherno More Varna | 2001           | 7e                   | Stade Ticha                  | 8 250              |
| Levski Sofia       | 1923           | 8e                   | Stade Georgi Asparoukhov     | 25 000             |
| Tsarsko Selo Sofia | 2019           | 9e                   | Complexe Tsarsko Selo        | 2 000              |
| Botev Plovdiv      | 2013           | 10e                  | Complexe Botev 1912          | 4 000              |
| Slavia Sofia       | 1952           | 11e                  | Stade Slavia                 | 25 556             |
| Botev Vratsa       | 2018           | 12e                  | Stade Hristo Botev           | 12 000             |
| Pirin Blagoevgrad  | 2021           | 1er (D2)             | Stadion Hristo Botev         | 7 500              |
| Lokomotiv Sofia    | 2021           | 2e (D2)              | Stadion Lokomotiv            | 22 000             |

## Règlement
Le barème utilisé pour établir le classement est le suivant : une victoire vaut trois points, le match nul un, la défaite ne rapporte aucun point.
Pour départager les équipes, les critères suivants sont utilisés:
1. Résultats lors des confrontations directes (dans l'ordre : nombre de points, différence de buts, buts marqués, buts marqués à l'extérieur (ce dernier cas n'est appliqué que si seulement deux équipes sont à égalité))
2. Différence de buts générale
3. Nombre de buts marqués
4. Classement au fair-play (nombre de cartons obtenus au cours de la saison)
5. Tirage au sort

## Phase régulière

### Classement
| Rang | Équipe                   | Pts | J  | G  | N | P  | Bp | Bc | Diff |
| ---- | ------------------------ | --- | -- | -- | - | -- | -- | -- | ---- |
| 1    | PFK Ludogorets Razgrad T | 64  | 26 | 21 | 1 | 4  | 64 | 23 | +41  |
| 2    | PFK CSKA Sofia           | 52  | 26 | 15 | 7 | 4  | 39 | 25 | +14  |
| 3    | PFK Botev Plovdiv        | 46  | 26 | 13 | 7 | 6  | 34 | 28 | +6   |
| 4    | Tcherno More Varna       | 45  | 26 | 12 | 9 | 5  | 35 | 18 | +17  |
| 5    | PFK Levski Sofia         | 42  | 26 | 12 | 6 | 8  | 33 | 25 | +8   |
| 6    | PFK Slavia Sofia         | 36  | 26 | 9  | 9 | 8  | 30 | 26 | +4   |
| 7    | PFK Lokomotiv Plovdiv    | 34  | 26 | 9  | 7 | 10 | 30 | 35 | -5   |
| 8    | PFK Beroe Stara Zagora   | 32  | 26 | 9  | 5 | 12 | 33 | 27 | +6   |
| 9    | FK CSKA 1948 Sofia       | 30  | 26 | 8  | 6 | 12 | 36 | 37 | -1   |
| 10   | FK Arda Kardjali         | 29  | 26 | 7  | 8 | 11 | 27 | 34 | -7   |
| 11   | Pirin Blagoevgrad P      | 27  | 26 | 7  | 6 | 13 | 34 | 41 | -7   |
| 12   | Lokomotiv Sofia          | 25  | 26 | 6  | 7 | 13 | 22 | 42 | -20  |
| 13   | OFK Botev Vratsa         | 22  | 26 | 5  | 7 | 14 | 23 | 48 | -25  |
| 14   | FK Tsarsko Selo Sofia    | 16  | 26 | 3  | 7 | 16 | 15 | 36 | -21  |

|  | Qualification pour les barrages de championnat                                           |
|  | Qualification pour les barrages de Ligue Europa Conférence                               |
|  | Qualification pour les barrages de relégation                                            |
|  | T : Tenant du titre C : Vainqueur de la Coupe de Bulgarie P : Promu de deuxième division |

### Résultats
| Résultats (▼dom., ►ext.)                                   | AED | BER | BPD | BVR | CHM | CSK | CSS | LEV | LPD | LSO | LUD | PIR | SLA | TSS |
| FK Arda Kardjali                                           |     | 1-0 | 0-2 | 3-2 | 0-3 | 0-0 | 2-2 | 0-0 | 5-1 | 1-1 | 0-4 | 3-0 | 1-1 | 2-0 |
| Beroe Stara Zagora                                         | 1-1 |     | 1-1 | 1-0 | 0-2 | 1-0 | 0-0 | 1-1 | 1-0 | 1-0 | 0-1 | 1-1 | 2-1 | 1-0 |
| PFK Botev Plovdiv                                          | 2-1 | 2-1 |     | 2-1 | 0-2 | 3-1 | 2-0 | 3-1 | 2-1 | 2-0 | 1-3 | 2-1 | 1-0 | 2-1 |
| OFK Botev Vratsa                                           | 0-0 | 1-0 | 1-1 |     | 0-0 | 0-4 | 2-4 | 2-0 | 0-0 | 2-2 | 1-2 | 0-3 | 2-1 | 0-0 |
| Cherno More Varna                                          | 2-0 | 1-0 | 2-0 | 5-0 |     | 2-0 | 0-1 | 1-0 | 0-0 | 1-1 | 1-2 | 1-1 | 1-1 | 1-1 |
| FK CSKA 1948 Sofia                                         | 2-3 | 1-0 | 2-2 | 5-1 | 2-3 |     | 2-4 | 0-2 | 4-0 | 1-1 | 2-0 | 1-0 | 1-1 | 1-0 |
| PFK CSKA Sofia                                             | 2-1 | 1-0 | 3-2 | 4-0 | 2-0 | 1-0 |     | 2-1 | 1-3 | 2-0 | 1-0 | 1-0 | 1-1 | 0-0 |
| PFK Levski Sofia                                           | 0-2 | 2-1 | 2-0 | 0-0 | 2-0 | 0-0 | 0-0 |     | 2-1 | 1-0 | 2-4 | 3-0 | 1-2 | 3-1 |
| Lokomotiv Plovdiv                                          | 0-0 | 2-0 | 1-1 | 2-4 | 1-1 | 2-1 | 2-0 | 2-2 |     | 2-1 | 1-3 | 2-1 | 0-1 | 1-0 |
| Lokomotiv Sofia                                            | 2-0 | 0-3 | 0-0 | 1-0 | 0-3 | 2-2 | 1-1 | 1-2 | 1-0 |     | 2-4 | 2-1 | 1-0 | 2-1 |
| Ludogorets Razgrad                                         | 4-1 | 2-0 | 3-0 | 3-1 | 2-0 | 3-0 | 2-0 | 2-1 | 1-0 | 5-0 |     | 3-5 | 3-1 | 4-0 |
| Pirin Blagoevgrad                                          | 1-0 | 2-3 | 0-1 | 3-1 | 2-2 | 4-1 | 1-1 | 0-3 | 2-3 | 2-1 | 1-3 |     | 0-0 | 2-1 |
| PFK Slavia Sofia                                           | 1-0 | 3-2 | 0-0 | 1-0 | 0-1 | 2-1 | 2-3 | 0-1 | 1-1 | 3-0 | 1-0 | 1-1 |     | 0-0 |
| Tsarsko Selo Sofia                                         | 1-0 | 1-2 | 0-0 | 1-2 | 0-0 | 0-2 | 1-2 | 0-1 | 0-2 | 2-0 | 1-1 | 1-0 | 2-5 |     |
| - Victoire à domicile - Match nul - Victoire à l'extérieur |     |     |     |     |     |     |     |     |     |     |     |     |     |     |

## Barrages de championnat
Les points et buts marqués lors de la phase championnat sont retenus en totalité. À l'issue de cette phase, le premier au classement remporte le championnat et se qualifie pour le premier tour de qualification de la Ligue des champions 2022-2023, le deuxième se qualifie pour le deuxième tour de qualification de la Ligue Europa Conférence 2022-2023, et le troisième se qualifie pour un match d'appui face au vainqueur des barrages européens. Si le vainqueur de la Coupe de Bulgarie termine dans les trois premières places, la place de barrage est laissée au quatrième du championnat.
| Rang | Équipe                   | Pts | J  | G  | N  | P  | Bp | Bc | Diff |  | Résultats (▼ dom., ► ext.) | LUD | CSS | LEV | BPD | CHM | SLA |
| ---- | ------------------------ | --- | -- | -- | -- | -- | -- | -- | ---- |  | -------------------------- | --- | --- | --- | --- | --- | --- |
| 1    | PFK Ludogorets Razgrad T | 79  | 31 | 26 | 1  | 4  | 77 | 25 | +52  |  | PFK Ludogorets Razgrad T   |     | 5-0 |     |     | 1-0 | 4-1 |
| 2    | PFK CSKA Sofia           | 58  | 31 | 16 | 10 | 5  | 42 | 31 | +11  |  | PFK CSKA Sofia             |     |     | 0-0 | 0-0 |     | 3-1 |
| 3    | PFK Botev Plovdiv        | 53  | 31 | 15 | 8  | 8  | 38 | 33 | +5   |  | PFK Botev Plovdiv          | 1-2 |     |     |     | 1-0 | 2-1 |
| 4    | PFK Levski Sofia C       | 52  | 31 | 15 | 7  | 9  | 38 | 27 | +11  |  | PFK Levski Sofia C         | 0-1 |     |     | 2-0 |     |     |
| 5    | Tcherno More Varna       | 47  | 31 | 12 | 11 | 8  | 36 | 22 | +14  |  | Tcherno More Varna         |     | 0-0 | 0-1 |     |     |     |
| 6    | PFK Slavia Sofia         | 37  | 31 | 9  | 10 | 12 | 35 | 38 | -3   |  | PFK Slavia Sofia           |     |     | 1-2 |     | 1-1 |     |

|  | Qualification pour le premier tour de la Ligue des champions 2022-2023                       |
|  | Qualification pour le deuxième tour de qualification de la Ligue Europa Conférence 2022-2023 |
|  | Qualification pour les barrages européens                                                    |
|  | T : Tenant du titre C : Vainqueur de la Coupe de Bulgarie                                    |

## Barrages de Ligue Europa Conférence
Les points et buts marqués lors de la phase championnat sont retenus en totalité. À l'issue de cette phase, le premier au classement se qualifie pour un match d'appui face au 2e des barrages de championnat.
| Rang | Équipe                 | Pts | J  | G  | N  | P  | Bp | Bc | Diff |  | Résultats (▼ dom., ► ext.) | BSZ | CSK | LPD | ARD |
| ---- | ---------------------- | --- | -- | -- | -- | -- | -- | -- | ---- |  | -------------------------- | --- | --- | --- | --- |
| 1    | PFK Beroe Stara Zagora | 41  | 32 | 11 | 8  | 13 | 30 | 33 | -3   |  | PFK Beroe Stara Zagora     |     | 1-0 | 1-0 | 2-2 |
| 2    | FK CSKA 1948 Sofia     | 41  | 32 | 11 | 8  | 13 | 51 | 45 | +6   |  | FK CSKA 1948 Sofia         | 2-2 |     | 1-0 | 5-1 |
| 3    | PFK Lokomotiv Plovdiv  | 38  | 32 | 9  | 11 | 12 | 36 | 43 | -7   |  | PFK Lokomotiv Plovdiv      | 1-1 | 1-1 |     | 0-0 |
| 4    | FK Arda Kardjali       | 35  | 32 | 8  | 11 | 13 | 38 | 51 | -13  |  | FK Arda Kardjali           | 1-0 | 3-6 | 4-4 |     |

|  | Qualification pour les barrages européens |
|  | C : Vainqueur de la Coupe de Bulgarie     |

### Barrage final européen
| Équipe 1          | Résultat | Équipe 2               |
| ----------------- | -------- | ---------------------- |
| PFK Botev Plovdiv | 2 - 1    | PFK Beroe Stara Zagora |

Légende des couleurs
- Qualification pour le deuxième tour de qualification de la Ligue Europa Conférence 2022-2023.

## Barrages de relégation
Les points et buts marqués lors de la phase championnat sont retenus en totalité. À l'issue de cette phase, le dernier est relégué en deuxième division tandis que le 13e se qualifie pour un match d'appui face au 4e de deuxième division.
| Rang | Équipe                | Pts | J  | G | N  | P  | Bp | Bc | Diff |  | Résultats (▼ dom., ► ext.) | PIR | LSO | BVR | TSS |
| ---- | --------------------- | --- | -- | - | -- | -- | -- | -- | ---- |  | -------------------------- | --- | --- | --- | --- |
| 1    | Lokomotiv Sofia       | 34  | 32 | 8 | 10 | 14 | 27 | 46 | -19  |  | Lokomotiv Sofia            | 1-0 |     | 1-0 | 0-0 |
| 2    | Pirin Blagoevgrad P   | 33  | 32 | 9 | 6  | 17 | 40 | 53 | -13  |  | Pirin Blagoevgrad P        |     | 2-1 | 3-5 | 0-2 |
| 3    | OFK Botev Vratsa      | 28  | 32 | 6 | 10 | 16 | 30 | 55 | -25  |  | OFK Botev Vratsa           | 0-1 | 1-1 |     | 0-0 |
| 4    | FK Tsarsko Selo Sofia | 26  | 32 | 5 | 11 | 16 | 22 | 38 | -16  |  | FK Tsarsko Selo Sofia      | 1-1 | 3-0 | 1-1 |     |

|  | Dissous après la saison                                              |
|  | Qualification pour les barrages de relégation                        |
|  | C : Vainqueur de la Coupe de Bulgarie P : Promu de deuxième division |

### Barrage final de relégation
| Équipe 1              | Résultat | Équipe 2                     |
| --------------------- | -------- | ---------------------------- |
| OFK Botev Vratsa (D1) | 3 - 2    | (D2) SFK Etar Veliko Tarnovo |

Légende des couleurs
- Le club se maintient en première division.
- Promotion en première division.
- Le club reste en deuxième division.
- Relégation en deuxième division.

## Bilan de la saison
| Championnat de Bulgarie de football 2021-2022 |                                |
| Champion                                      | Ludogorets Razgrad (11e titre) |
| Dauphin                                       | CSKA Sofia                     |
| Coupes et trophées                            |                                |
| Vainqueur de la Coupe de Bulgarie 2021-2022   | Levski Sofia                   |
| Vainqueur de la Supercoupe de Bulgarie 2021   | Ludogorets Razgrad             |
| Qualifications continentales                  |                                |
| Ligue des champions 2022-2023                 | Ludogorets Razgrad             |
| Ligue Europa Conférence 2022-2023             | Levski Sofia                   |
| Ligue Europa Conférence 2022-2023             | CSKA Sofia                     |
| Ligue Europa Conférence 2022-2023             | Botev Plovdiv                  |
| Promotions et relégations                     |                                |
| Promus en première division                   | PFC Septemvri Sofia            |
| Promus en première division                   | FC Hebar Pazardzhik            |
| Promus en première division                   | FK Spartak Varna               |
| Relégués en deuxième division                 | FK Tsarsko Selo Sofia          |